# 悟空大冒险
《悟空大冒險》是在1967年1月至9月放映的日本电视动画，富士電視台播放共39集，以手塚治虫的漫画作品《我的孫悟空》（ぼくのそんごくう）原作改编的作品。1970年代台灣播映權由中國電視公司率先買進、以《齊天大聖孫悟空》為名播出配音版，1990年代三立都會台重播中視配音版。

## 介绍
孙悟空从石头里诞生，学习仙术，但因为做坏事被釋迦牟尼封印。孙悟空被唐三藏救出后，和龍子、八戒和悟淨去天竺取经。